# Hannah Every-Hall
Hannah Every-Hall (Bendigo, 18 de noviembre de 1977) es una deportista australiana que compitió en remo.
Ganó dos medallas en el Campeonato Mundial de Remo, en los años 2002 y 2014. Participó en los Juegos Olímpicos de Londres 2012, ocupando el quinto lugar en la prueba de doble scull ligero.

## Palmarés internacional
| Campeonato Mundial | Campeonato Mundial       | Campeonato Mundial | Campeonato Mundial  |
| Año                | Lugar                    | Medalla            | Prueba              |
| ------------------ | ------------------------ | ------------------ | ------------------- |
| 2002               | Sevilla (España)         | Medalla de oro     | Cuatro scull ligero |
| 2014               | Ámsterdam (Países Bajos) | Medalla de plata   | Cuatro scull ligero |